# 2012-es Formula–1 spanyol nagydíj
A spanyol nagydíj volt a 2012-es Formula–1 világbajnokság ötödik futama, amelyet 2012. május 11. és május 13. között rendeztek meg a spanyolországi Circuit de Catalunyán, Barcelonában.

## Szabadedzések

### Első szabadedzés
A spanyol nagydíj első szabadedzését május 11-én, pénteken délelőtt tartották.
| helyezés | versenyző          | csapat/motor         | elért idő | különbség | futott kör |
| -------- | ------------------ | -------------------- | --------- | --------- | ---------- |
| 1        | Fernando Alonso    | Ferrari              | 1:24,430  | −         | 20         |
| 2        | Sebastian Vettel   | Red Bull-Renault     | 1:24,808  | +0,378    | 18         |
| 3        | Kobajasi Kamui     | Sauber-Ferrari       | 1:24,912  | +0,482    | 28         |
| 4        | Jenson Button      | McLaren-Mercedes     | 1:24,996  | +0,566    | 24         |
| 5        | Valtteri Bottas    | Williams-Renault     | 1:25,120  | +0,690    | 24         |
| 6        | Michael Schumacher | Mercedes             | 1:25,187  | +0,757    | 15         |
| 7        | Romain Grosjean    | Lotus-Renault        | 1:25,217  | +0,787    | 16         |
| 8        | Lewis Hamilton     | McLaren-Mercedes     | 1:25,252  | +0,822    | 20         |
| 9        | Kimi Räikkönen     | Lotus-Renault        | 1:25,285  | +0,855    | 29         |
| 10       | Nico Hülkenberg    | Force India-Mercedes | 1:25,339  | +0,909    | 24         |
| 11       | Jean-Éric Vergne   | Toro Rosso-Ferrari   | 1:25,367  | +0,937    | 22         |
| 12       | Felipe Massa       | Ferrari              | 1:25,433  | +1,003    | 21         |
| 13       | Mark Webber        | Red Bull-Renault     | 1:25,539  | +1,109    | 23         |
| 14       | Nico Rosberg       | Mercedes             | 1:25,607  | +1,177    | 20         |
| 15       | Sergio Pérez       | Sauber-Ferrari       | 1:25,918  | +1,488    | 19         |
| 16       | Daniel Ricciardo   | Toro Rosso-Ferrari   | 1:26,226  | +1,796    | 24         |
| 17       | Pastor Maldonado   | Williams-Renault     | 1:26,297  | +1,867    | 18         |
| 18       | Jules Bianchi      | Force India-Mercedes | 1:26,630  | +2,200    | 21         |
| 19       | Vitalij Petrov     | Caterham-Renault     | 1:27,475  | +3,045    | 20         |
| 20       | Timo Glock         | Marussia-Cosworth    | 1:28,267  | +3,837    | 21         |
| 21       | Alexander Rossi    | Caterham-Renault     | 1:28,448  | +4,018    | 25         |
| 22       | Charles Pic        | Marussia-Cosworth    | 1:28,633  | +4,203    | 22         |
| 23       | Pedro de la Rosa   | HRT-Cosworth         | 1:29,107  | +4,677    | 19         |
| 24       | Dani Clos          | HRT-Cosworth         | 1:31,618  | +7,188    | 19         |

### Második szabadedzés
A spanyol nagydíj második szabadedzését május 11-én, pénteken délután tartották.
| helyezés | versenyző          | csapat/motor         | elért idő  | különbség | futott kör |
| -------- | ------------------ | -------------------- | ---------- | --------- | ---------- |
| 1        | Jenson Button      | McLaren-Mercedes     | 1:23,399   | −         | 38         |
| 2        | Sebastian Vettel   | Red Bull-Renault     | 1:23,563   | +0,164    | 38         |
| 3        | Nico Rosberg       | Mercedes             | 1:23,771   | +0,372    | 41         |
| 4        | Lewis Hamilton     | McLaren-Mercedes     | 1:23,909   | +0,510    | 32         |
| 5        | Kimi Räikkönen     | Lotus-Renault        | 1:23,918   | +0,519    | 32         |
| 6        | Romain Grosjean    | Lotus-Renault        | 1:23,964   | +0,565    | 37         |
| 7        | Mark Webber        | Red Bull-Renault     | 1:24,065   | +0,666    | 34         |
| 8        | Michael Schumacher | Mercedes             | 1:24,080   | +0,681    | 36         |
| 9        | Kobajasi Kamui     | Sauber-Ferrari       | 1:24,214   | +0,815    | 41         |
| 10       | Nico Hülkenberg    | Force India-Mercedes | 1:24,365   | +0,966    | 22         |
| 11       | Felipe Massa       | Ferrari              | 1:24,418   | +1,019    | 35         |
| 12       | Sergio Pérez       | Sauber-Ferrari       | 1:24,422   | +1,023    | 32         |
| 13       | Pastor Maldonado   | Williams-Renault     | 1:24,468   | +1,069    | 40         |
| 14       | Fernando Alonso    | Ferrari              | 1:24,600   | +1,201    | 33         |
| 15       | Paul di Resta      | Force India-Mercedes | 1:24,688   | +1,289    | 30         |
| 16       | Jean-Éric Vergne   | Toro Rosso-Ferrari   | 1:24,733   | +1,334    | 34         |
| 17       | Daniel Ricciardo   | Toro Rosso-Ferrari   | 1:24,769   | +1,370    | 37         |
| 18       | Bruno Senna        | Williams-Renault     | 1:25,047   | +1,648    | 42         |
| 19       | Heikki Kovalainen  | Caterham-Renault     | 1:26,296   | +2,897    | 36         |
| 20       | Vitalij Petrov     | Caterham-Renault     | 1:26,740   | +3,341    | 35         |
| 21       | Timo Glock         | Marussia-Cosworth    | 1:27,314   | +3,915    | 27         |
| 22       | Charles Pic        | Marussia-Cosworth    | 1:27,664   | +4,265    | 30         |
| 23       | Pedro de la Rosa   | HRT-Cosworth         | 1:28,235   | +4,836    | 26         |
| 24       | Narain Karthikeyan | HRT-Cosworth         | idő nélkül |           | 2          |

### Harmadik szabadedzés
A spanyol nagydíj harmadik szabadedzését május 12-én, szombaton délelőtt tartották.
| helyezés | versenyző          | csapat/motor         | elért idő  | különbség | futott kör |
| -------- | ------------------ | -------------------- | ---------- | --------- | ---------- |
| 1        | Sebastian Vettel   | Red Bull-Renault     | 1:23,168   | −         | 13         |
| 2        | Pastor Maldonado   | Williams-Renault     | 1:23,336   | +0,168    | 19         |
| 3        | Kobajasi Kamui     | Sauber-Ferrari       | 1:23,350   | +0,182    | 19         |
| 4        | Mark Webber        | Red Bull-Renault     | 1:23,578   | +0,410    | 16         |
| 5        | Sergio Pérez       | Sauber-Ferrari       | 1:23,742   | +0,574    | 22         |
| 6        | Fernando Alonso    | Ferrari              | 1:23,807   | +0,639    | 15         |
| 7        | Jean-Éric Vergne   | Toro Rosso-Ferrari   | 1:23,833   | +0,665    | 14         |
| 8        | Jenson Button      | McLaren-Mercedes     | 1:23,909   | +0,741    | 13         |
| 9        | Kimi Räikkönen     | Lotus-Renault        | 1:23,936   | +0,768    | 16         |
| 10       | Nico Rosberg       | Mercedes             | 1:24,070   | +0,902    | 24         |
| 11       | Felipe Massa       | Ferrari              | 1:24,179   | +1,011    | 16         |
| 12       | Nico Hülkenberg    | Force India-Mercedes | 1:24,323   | +1,155    | 17         |
| 13       | Daniel Ricciardo   | Toro Rosso-Ferrari   | 1:24,331   | +1,163    | 15         |
| 14       | Bruno Senna        | Williams-Renault     | 1:24,406   | +1,241    | 18         |
| 15       | Paul di Resta      | Force India-Mercedes | 1:24,599   | +1,431    | 15         |
| 16       | Lewis Hamilton     | McLaren-Mercedes     | 1:24,778   | +1,610    | 15         |
| 17       | Michael Schumacher | Mercedes             | 1:24,825   | +1,657    | 17         |
| 18       | Vitalij Petrov     | Caterham-Renault     | 1:25,911   | +2,743    | 20         |
| 19       | Heikki Kovalainen  | Caterham-Renault     | 1:26,587   | +3,419    | 20         |
| 20       | Charles Pic        | Marussia-Cosworth    | 1:27,469   | +4,301    | 18         |
| 21       | Timo Glock         | Marussia-Cosworth    | 1:27,689   | +4,521    | 16         |
| 22       | Narain Karthikeyan | HRT-Cosworth         | 1:28,207   | +5,039    | 24         |
| 23       | Pedro de la Rosa   | HRT-Cosworth         | 1:28,373   | +5,205    | 13         |
| 24       | Romain Grosjean    | Lotus-Renault        | idő nélkül |           | 2          |

## Időmérő edzés
A spanyol nagydíj időmérő edzését május 12-én, szombaton futották.
| helyezés                                     | rajtszám | versenyző          | csapat/motor         | 1. rész  | 2. rész  | 3. rész    | rajthely |
| -------------------------------------------- | -------- | ------------------ | -------------------- | -------- | -------- | ---------- | -------- |
| 1                                            | 4        | Lewis Hamilton     | McLaren-Mercedes     | 1:22,583 | 1:22,465 | 1:21,707   | 24*      |
| 2                                            | 18       | Pastor Maldonado   | Williams-Renault     | 1:23,380 | 1:22,105 | 1:22,285   | 1        |
| 3                                            | 5        | Fernando Alonso    | Ferrari              | 1:23,276 | 1:22,862 | 1:22,302   | 2        |
| 4                                            | 10       | Romain Grosjean    | Lotus-Renault        | 1:23,248 | 1:22,667 | 1:22,424   | 3        |
| 5                                            | 9        | Kimi Räikkönen     | Lotus-Renault        | 1:23,406 | 1:22,856 | 1:22,487   | 4        |
| 6                                            | 15       | Sergio Pérez       | Sauber-Ferrari       | 1:24,261 | 1:22,773 | 1:22,533   | 5        |
| 7                                            | 8        | Nico Rosberg       | Mercedes             | 1:23,370 | 1:22,882 | 1:23,005   | 6        |
| 8                                            | 1        | Sebastian Vettel   | Red Bull-Renault     | 1:23,850 | 1:22,884 | idő nélkül | 7        |
| 9                                            | 7        | Michael Schumacher | Mercedes             | 1:23,757 | 1:22,904 | idő nélkül | 8        |
| 10                                           | 14       | Kobajasi Kamui     | Sauber-Ferrari       | 1:23,386 | 1:22,897 | idő nélkül | 9        |
| 11                                           | 3        | Jenson Button      | McLaren-Mercedes     | 1:23,510 | 1:22,944 |            | 10       |
| 12                                           | 2        | Mark Webber        | Red Bull-Renault     | 1:23,592 | 1:22,977 |            | 11       |
| 13                                           | 11       | Paul di Resta      | Force India-Mercedes | 1:23,852 | 1:23,125 |            | 12       |
| 14                                           | 12       | Nico Hülkenberg    | Force India-Mercedes | 1:23,720 | 1:23,177 |            | 13       |
| 15                                           | 17       | Jean-Éric Vergne   | Toro Rosso-Ferrari   | 1:24,362 | 1:23,265 |            | 14       |
| 16                                           | 16       | Daniel Ricciardo   | Toro Rosso-Ferrari   | 1:23,906 | 1:23,442 |            | 15       |
| 17                                           | 6        | Felipe Massa       | Ferrari              | 1:23,886 | 1:23,444 |            | 16       |
| 18                                           | 19       | Bruno Senna        | Williams-Renault     | 1:24,981 |          |            | 17       |
| 19                                           | 21       | Vitalij Petrov     | Caterham-Renault     | 1:25,277 |          |            | 18       |
| 20                                           | 20       | Heikki Kovalainen  | Caterham-Renault     | 1:25,507 |          |            | 19       |
| 21                                           | 25       | Charles Pic        | Marussia-Cosworth    | 1:26,582 |          |            | 20       |
| 22                                           | 24       | Timo Glock         | Marussia-Cosworth    | 1:27,032 |          |            | 21       |
| 23                                           | 22       | Pedro de la Rosa   | HRT-Cosworth         | 1:27,555 |          |            | 22       |
| Nem érték el a 107%-os időlimitet (1:28,363) |          |                    |                      |          |          |            |          |
| 24                                           | 23       | Narain Karthikeyan | HRT-Cosworth         | 1:31,122 |          |            | 23**     |

* Hamiltonnak az utolsó helyről kellett indulnia, mert a Q3-ban a pole-kör után nem jutott el elegendő üzemanyaggal a boxig.
** Karthikeyan bár nem érte el a 107%-os időlimitet, a futamon mégis elengedték.

## Futam
A spanyol nagydíj futama május 13-án, vasárnap rajtolt.
| helyezés | rajtszám | versenyző          | csapat/motor         | futott kör | idő/kiesés oka | rajthely | pont |
| -------- | -------- | ------------------ | -------------------- | ---------- | -------------- | -------- | ---- |
| 1        | 18       | Pastor Maldonado   | Williams-Renault     | 66         | 1:39:09,145    | 1        | 25   |
| 2        | 5        | Fernando Alonso    | Ferrari              | 66         | +3,195         | 2        | 18   |
| 3        | 9        | Kimi Räikkönen     | Lotus-Renault        | 66         | +3,884         | 4        | 15   |
| 4        | 10       | Romain Grosjean    | Lotus-Renault        | 66         | +14,799        | 3        | 12   |
| 5        | 14       | Kobajasi Kamui     | Sauber-Ferrari       | 66         | +1:04,641      | 9        | 10   |
| 6        | 1        | Sebastian Vettel   | Red Bull-Renault     | 66         | +1:07,576      | 7        | 8    |
| 7        | 8        | Nico Rosberg       | Mercedes             | 66         | +1:17,919      | 6        | 6    |
| 8        | 4        | Lewis Hamilton     | McLaren-Mercedes     | 66         | +1:18,140      | 24       | 4    |
| 9        | 3        | Jenson Button      | McLaren-Mercedes     | 66         | +1:25,246      | 10       | 2    |
| 10       | 12       | Nico Hülkenberg    | Force India-Mercedes | 65         | +1 kör         | 13       | 1    |
| 11       | 2        | Mark Webber        | Red Bull-Renault     | 65         | +1 kör         | 11       |      |
| 12       | 17       | Jean-Éric Vergne   | Toro Rosso-Ferrari   | 65         | +1 kör         | 14       |      |
| 13       | 16       | Daniel Ricciardo   | Toro Rosso-Ferrari   | 65         | +1 kör         | 15       |      |
| 14       | 11       | Paul di Resta      | Force India-Mercedes | 65         | +1 kör         | 12       |      |
| 15       | 6        | Felipe Massa       | Ferrari              | 65         | +1 kör         | 16       |      |
| 16       | 20       | Heikki Kovalainen  | Caterham-Renault     | 65         | +1 kör         | 19       |      |
| 17       | 21       | Vitalij Petrov     | Caterham-Renault     | 65         | +1 kör         | 18       |      |
| 18       | 24       | Timo Glock         | Marussia-Cosworth    | 64         | +2 kör         | 21       |      |
| 19       | 22       | Pedro de la Rosa   | HRT-Cosworth         | 63         | +3 kör         | 22       |      |
| ki       | 15       | Sergio Pérez       | Sauber-Ferrari       | 37         | erőátvitel     | 5        |      |
| ki       | 25       | Charles Pic        | Marussia-Cosworth    | 35         | kardántengely  | 20       |      |
| ki       | 23       | Narain Karthikeyan | HRT-Cosworth         | 22         | kerékanya      | 23       |      |
| ki       | 19       | Bruno Senna        | Williams-Renault     | 12         | baleset        | 17       |      |
| ki       | 7        | Michael Schumacher | Mercedes             | 12         | baleset        | 8        |      |

## A világbajnokság állása a verseny után
| H   | Versenyzők       | Pont | H   | Konstruktőrök        | Pont |
| --- | ---------------- | ---- | --- | -------------------- | ---- |
| 1.  | Sebastian Vettel | 61   | 1.  | Red Bull-Renault     | 109  |
| 2.  | Fernando Alonso  | 61   | 2.  | McLaren-Mercedes     | 98   |
| 3.  | Lewis Hamilton   | 53   | 3.  | Lotus-Renault        | 84   |
| 4.  | Kimi Räikkönen   | 49   | 4.  | Ferrari              | 63   |
| 5.  | Mark Webber      | 48   | 5.  | Mercedes             | 43   |
| 6.  | Jenson Button    | 45   | 6.  | Williams-Renault     | 43   |
| 7.  | Nico Rosberg     | 41   | 7.  | Sauber-Ferrari       | 41   |
| 8.  | Romain Grosjean  | 35   | 8.  | Force India-Mercedes | 18   |
| 9.  | Pastor Maldonado | 29   | 9.  | STR-Ferrari          | 6    |
| 10. | Sergio Pérez     | 22   | 10. | Marussia-Cosworth    | 0    |

(A teljes táblázat)